# Mischogyne michelioides
Mischogyne michelioides là loài thực vật có hoa thuộc họ Na. Loài này được Exell mô tả khoa học đầu tiên năm 1932.